# Formoltitrering
Formoltitrering är en metod för titrering av en aminosyra med formaldehyd i närvaro av kaliumhydroxid, införd av kemisten Søren Peder Lauritz Sørensen 1907. Vid titreringen sker reaktionen:

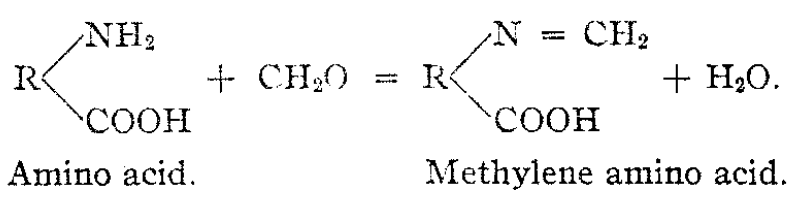
Formoltitreringsformel för aminosyror i allmänhet

Metoden används för att bestämma mängden aminosyra i ett prov.
Om istället för en aminosyra ett ammoniumsalt används är reaktionsprodukten med formaldehyd hexametylentetramin:
{\displaystyle \mathrm {4\ NH_{4}^{+}\ +\ 6\ HCHO\ +\ 4\ H_{2}O\longrightarrow \ (CH_{2})_{6}N_{4}+\ 6\ H_{2}O\ +\ 4\ H_{3}O^{+}} }
Den frigjorda saltsyran titreras sedan med basen och mängden ammoniumsalt som används kan bestämmas.
Med en aminosyra reagerar formaldehyden med aminogruppen och bildar en metylenaminogrupp (R-N=CH2). Den återstående sura karboxylsyragruppen kan sedan återigen titreras med bas.

## I vinframställning
Formoltitrering är en av metoderna som används vid vinframställning för att mäta jäst assimilerbart kväve som behövs för vinjäst för att framgångsrikt slutföra jäsningen.

## Noggrannhet i formoltitrering

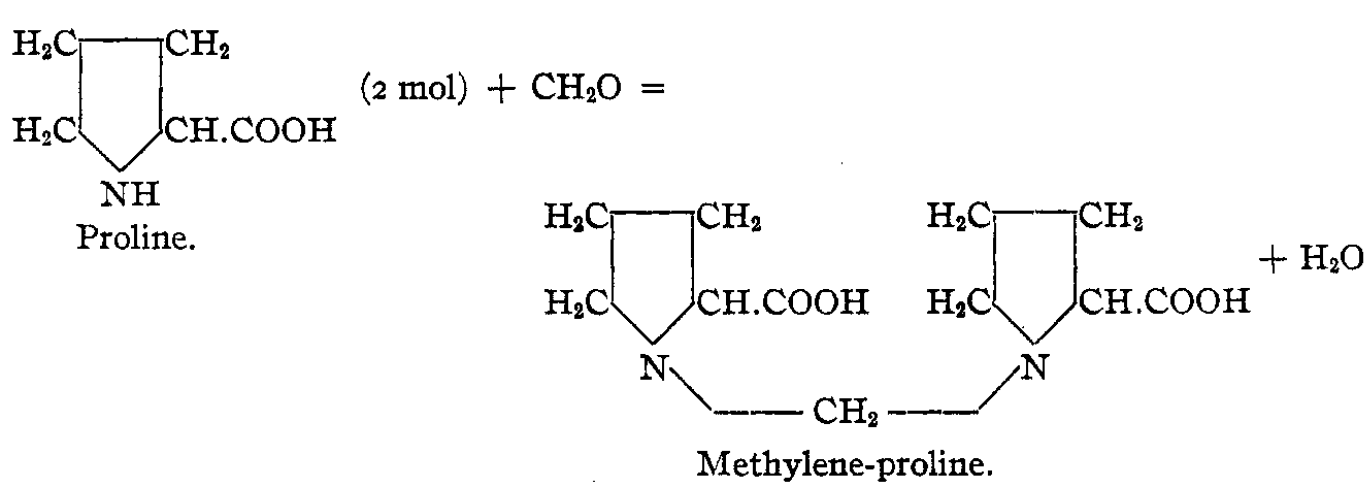
Formoltitreringsformel för prolin

Det har förekommit några felaktigheter i formoltitrering orsakade av skillnaderna i kvävets basicitet i olika aminosyror som förklarades av S. L. Jodidi. Till exempel ger prolin (en aminosyra), histidin och lysin för låga värden jämfört med de teoretiska. Till skillnad från alfa, monobasiska (innehållande en aminogrupp per molekyl) aminosyror, har dessa aminosyror (eller imino) syrors kväve inkonstant basicitet, vilket resulterar i partiell reaktion med formaldehyd.
När det gäller tyrosin är de faktiska resultaten för höga på grund av den negativa hydroxylgruppen (-OH), som fungerar som bas. Denna förklaring stöds av det faktum att fenylalanin kan titreras exakt.

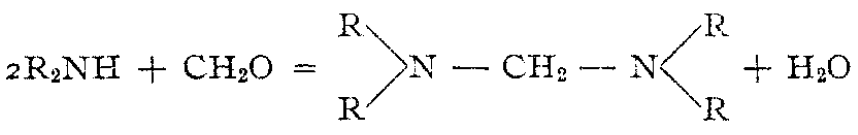
Formoltitreringsformel för sekundära aminer

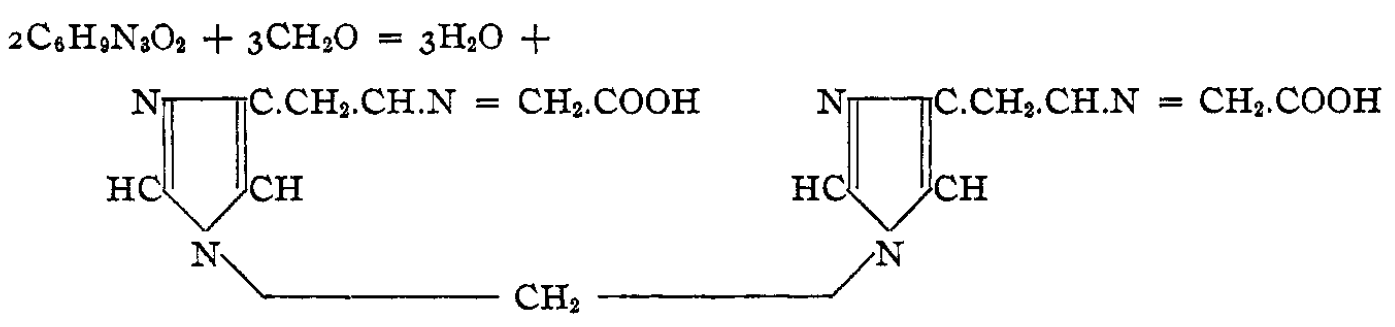
Formoltitreringsformel för histidin